# Австрия на «Евровидении-2003»
Австрия на конкурсе песни «Евровидение-2003» была представлена юмористом Альфом Пойером с песней «Weil der Mensch zählt» его собственного авторства. Пойер выиграл национальный отбор Song.Null.Drei, в котором участвовали 10 исполнителей, и выступил со своей песней 24 мая 2003 года на конкурсе в Риге. Результатом выступления среди 26 участников стало 6-е место Альфа Пойера со 101 набранным очком.

## Предыстория
Дебют Австрии на Евровидении состоялся в 1957 году, и к началу 2003 года в активе австрийцев было 39 выступлений на конкурсе. Первую и единственную на тот момент победу в конкурсе Австрии принёс в 1966 году Удо Юргенс с песней «Merci, Chérie», однако Австрия семь раз оказывалась на последнем месте (предыдущий результат датировался 1991 годом), три раза не набрав ни единого балла (в 1962, 1988 и 1991 годах).
Показом конкурса в Австрии занимается телерадиокомпания Österreichischer Rundfunk (ÖRF), которая отвечает также и за выбор исполнителей и песен для конкурса. 27 ноября 2002 года она подтвердила участие Австрии в конкурсе: с 1995 по 2000 годы ÖRF проводила закрытый отбор, по итогам которого выбирался исполнитель с песней для Австрии, однако в 2002 году было принято решение провести открытый национальный отбор с участием ряда исполнителей, чтобы выбрать исполнителя и песню. 11 января 2003 года вещатель заявил о том, что отбор будет проведён и в этом году.

## Национальный отбор

### Формат
14 марта 2003 года в студии ORF Center в Вене состоялся национальный отбор на Евровидение под названием Song.Null.Drei, показанный на телеканале ORF eins. Ведущими шоу были Габриэла Доршнер и DJ Ötzi. Первую часть национального отбора посмотрели 812 тысяч телезрителей (рейтинг 33%), вторую часть — 733 тысячи телезрителей (рейтинг 40%). В отборе участвовали 10 исполнителей, и за лучшего исполнителя голосовали телезрители, совершая телефонные звонки или отправляя СМС-сообщения. Голоса мужчин и женщин считались отдельно: каждый из исполнитель получал оценку от 1 до 10 по итогам голосования среди мужчин и женщин соответственно, а затем баллы складывались. Победителя определяли по сумме двух результатов.

### Список участников
25 февраля 2003 года были оглашены имена 10 участников, которых представили лейблы звукозаписи. Среди участников были два предыдущих представителя Австрии на Евровидении: Петра Фрей (Евровидение-1994) и Стелла Джонс (Евровидение-1995), вошедшая в группу Substitute.
| Исполнитель      | Песня                       | Авторы                                                                                            |
| ---------------- | --------------------------- | ------------------------------------------------------------------------------------------------- |
| Аалиша           | Daydream                    | Александр Кар, Роберт Пфлюгер                                                                     |
| Альф Пойер       | Weil der Mensch zählt       | Альф Пойер                                                                                        |
| Eyeland          | We Will Survive             | Марк Роберт Томас, Роберт Чиз, Марлис Езерник, Готфрид Езерник, Нино Хольм                        |
| J.O.B.           | All Fingers and Thumbs      | Александр Кар, Роберт Пфлюгер                                                                     |
| Kostrouch        | Frei sein                   | Роман Костроух                                                                                    |
| Патрисия         | Don't Wanna Be              | Александр Кар, Роберт Пфлюгер                                                                     |
| Петра Фрей       | This Night Should Never End | Петер Старковски, Том Фэйрчайлд                                                                   |
| Сабине Найберзих | Dreaming of You             | Сюзанна Праммердорфер, Петер Праммердорфер                                                        |
| Substitute       | Girls of Summer             | Кристина Нахбауэр                                                                                 |
| Xtraordinary     | Separate Ways               | Петер Мориц, Михаэль Вилльманн, Хельмут Айбисбергер, Клаус Херунтер, Рене Пихлер, Ясмин Хольцманн |

### Финал
Финал был показан в прямом эфире 14 марта 2003 года: безоговорочным победителем стал Альф Пойер, который занял первое место по итогам зрительского голосования мужчин и женщин.
| Номер | Исполнитель      | Песня                       | Баллы телезрителей | Баллы телезрителей | Баллы телезрителей | Место |
| Номер | Исполнитель      | Песня                       | Мужчины            | Женщины            | Итого              | Место |
| ----- | ---------------- | --------------------------- | ------------------ | ------------------ | ------------------ | ----- |
| 1     | Substitute       | Girls of Summer             | 2                  | 1                  | 3                  | 10    |
| 2     | Kostrouch        | Frei sein                   | 1                  | 3                  | 4                  | 9     |
| 3     | Xtraordinary     | Separate Ways               | 4                  | 5                  | 9                  | 6     |
| 4     | Eyeland          | We Will Survive             | 3                  | 2                  | 5                  | 8     |
| 5     | Патрисия         | Don't Wanna Be              | 5                  | 4                  | 9                  | 6     |
| 6     | Альф Пойер       | Weil der Mensch zählt       | 10                 | 10                 | 20                 | 1     |
| 7     | Петра Фрей       | This Night Should Never End | 9                  | 9                  | 18                 | 2     |
| 8     | J.O.B.           | All Fingers and Thumbs      | 8                  | 8                  | 16                 | 3     |
| 9     | Сабине Найберзих | Dreaming of You             | 6                  | 7                  | 13                 | 4     |
| 10    | Аалиша           | Daydream                    | 7                  | 6                  | 13                 | 4     |

## Исполнитель
Альф Пойер родился в 1967 году. Он работал сторожем, трубочистом, секретарём в приёмной, продавцом, журналистом и бегуном на длинные дистанции, прежде чем начал выступать в кабаре. В 1995 году он выступал с юмористическими номерами, стал лауреатом ряда конкурсов. Свою конкурсную песню под названием «Weil der Mensch zählt» (нем. Человек — мерило всех вещей) Пойер, по собственному признанию, посвятил «животным, живущим в грязи, созданной человеком» и назвал её гимном индивидуалиста в качестве протеста коллективизму, считая главным не саму песню, а сопровождающие её моральные чувства.

## Прогнозы выступления
Об ожиданиях от своего выступления Пойер отозвался иронично в интервью сайту doteurovision.com:

Я знаю, что я буду аутсайдером в Риге, но если б я сделал песню, такую же как остальные девять — для меня это было бы странно. Самое трудное — научиться проигрывать, побежать и извлекать прибыль можно легко, но более важно учиться тому, что имеет значение на самом деле.

Оценивая конкурсную песню Пойера (и других конкурсантов Евровидения-2003) по 10-балльной шкале, автор русскоязычного проекта «Евровидение-Казахстан» Андрей Михеев назвал номер Пойера «оригинальным». Непосредственно перед концертом Евровидения-2003 им были выставлены следующие оценки:

- Музыка: Неплохая смесь. 8.
- Текст: Зайцы живут в лесу, а тараканы за кафелем. 8.
- Вокал: Очень классный и смешной. 8.
- Итого: Огромный плюс за оригинальность!!! 24

Участник российского закрытого отбора на Евровидение-2003 певец и композитор Кевин специально для сайта «Евровидение-Казахстан» также оценивал всех участников конкурса. Он сказал, что по сравнению с другими участниками Пойер выглядел как «музыкальный юродивый» с курьёзной песней, однако при этом утверждал, что вне зависимости от песни каждый участник финала имеет право на баллы от зрителей, и допускал, что по итогам голосования Пойер может занять высокое место:

…пора доказать, что выступать на Евровидении имеет право каждый. И вне зависимости от песни и внешности, каждый участник финала имеет право на заветные баллы симпатий. И вот увидите — вовсе не комичный австриец, а другие уедут из Риги с обидным «нулём». А потом и вовсе окажется, что песня-то — самая весёлая, самая запоминающаяся, самая народная и жизнерадостная.

## Выступление в финале
В конкурсе песни Евровидение-2003 участвовали все страны, имеющие подобное право, за исключением десяти худших по итогам Евровидения-2002 стран. 29 ноября 2002 года состоялась жеребьёвка, по итогам которой Австрия получила второй порядковый номер на конкурсе (конкурс открывала Исландия, а после Австрии выступала Ирландия). Конкурс в прямом эфире показывал телеканал ORF eins, комментатором конкурса был Анди Кнолл, глашатай от Австрии — Додо Рошич (нем. Dodo Roscic).
Пойер выступал в сопровождении двух бэк-вокалисток, а на сцене были установлены несколько фанерных изображений антропоморфных животных с музыкальными инструментами. Итогом выступления Австрии стало 6-е место со 101 баллом в активе. Автор русскоязычного сайта «Евровидение-Казахстан» Андрей Михеев после конкурса назвал выступление Пойера блестящим и заявил, что подобных австрийцу артистов должно быть больше на конкурсе: оценивая всех участников, Михеев добавил к выставленной им на сайте оценке в 24 балла (из 30 возможных) ещё 10 баллов за выступление в финале, доведя суммарную оценку до 34 баллов (оценку выше Пойера от сайта получили только три исполнителя, ещё у двоих была одинаковая с Пойером оценка).

### Голосование
| Очки      | Страна                                             |
| --------- | -------------------------------------------------- |
| 12 баллов |                                                    |
| 10 баллов | - Исландия - Португалия                            |
| 8 баллов  | - Нидерланды - Норвегия - Испания - Великобритания |
| 7 баллов  | Словения                                           |
| 6 баллов  | - Эстония - Швеция - Турция                        |
| 5 баллов  | - Босния и Герцеговина - Хорватия                  |
| 4 балла   | - Кипр - Латвия                                    |
| 3 балла   |                                                    |
| 2 балла   | - Бельгия - Германия - Греция                      |
| 1 балл    |                                                    |

| Очки      | Страна               |
| --------- | -------------------- |
| 12 баллов | Турция               |
| 10 баллов | Польша               |
| 8 баллов  | Россия               |
| 7 баллов  | Босния и Герцеговина |
| 6 баллов  | Румыния              |
| 5 баллов  | Хорватия             |
| 4 балла   | Бельгия              |
| 3 балла   | Швеция               |
| 2 балла   | Норвегия             |
| 1 балл    | Германия             |